# Pogoniá
Pogoniá är en ort i Grekland.   Den ligger i prefekturen Nomós Aitolías kai Akarnanías och regionen Västra Grekland, i den centrala delen av landet, 260 km väster om huvudstaden Aten. Pogoniá ligger 48 meter över havet och antalet invånare är 322.
Terrängen runt Pogoniá är kuperad åt nordväst, men åt sydost är den bergig. Havet är nära Pogoniá söderut.  Närmaste större samhälle är Preveza, 19,5 km norr om Pogoniá. 